# 阿姆兰库尔
阿姆兰库尔（法語：Hamelincourt，法語發音：[amlɛ̃kuʁ]）是法国上法蘭西大區加来海峡省的一个市镇，属于阿拉斯区。

## 地理
阿姆兰库尔（50°11'2"N, 2°47'57"E）面积6.64 平方千米，位于法国上法蘭西大區加来海峡省，该省份为法国北部沿海省份，西北濒北海，南至索姆省，东临北部省。
与阿姆兰库尔接壤的市镇（或旧市镇、城区）包括：布瓦勒圣马克、穆瓦耶讷维尔、布瓦勒欧蒙、布瓦耶勒、库尔塞勒勒孔特、埃尔维莱尔。

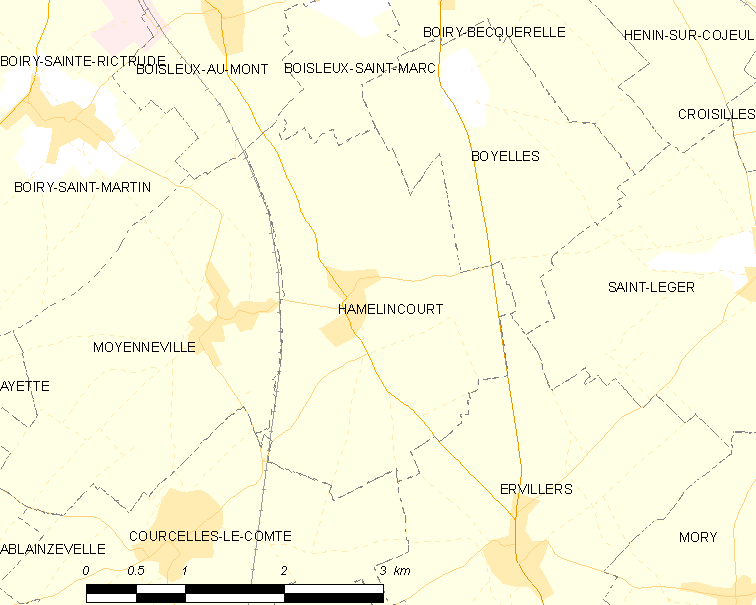
阿姆兰库尔的OSM定位图

阿姆兰库尔的时区为UTC+01:00、UTC+02:00（夏令时）。

## 行政
阿姆兰库尔的邮政编码为62121，INSEE市镇编码为62406。

## 政治
阿姆兰库尔所属的省级选区为巴波姆县。

## 人口

1962-2008年间阿姆兰库尔人口变化图示

阿姆兰库尔于2022年1月1日时的人口数量为262人。